# Такалік-Абахо
Такалік-Абахо (мовою мая Tak'alik A'baj — міцний камінь) — одне з найважливіших стародавніх міст Гватемали.

## Розташування
Такалік-Абахо розташоване за 180 км на південь від столиці країни у муніципалітеті Ель-Асінталь департаменту Ретальулеу.

## Історія
До руїн міста є особливий інтерес, оскільки вважається, що саме в цьому місті стався перехід з культури ольмеків у мая або почалася Цивілізація мая. Тут було виявлено більше 275 будівель. Територія міста становить понад 6,5 кв. км. уздовж дев'яти терас. Його церемоніальний центр, у середмісті, відкритий для відвідувачів, залишки у передмісті в даний час належать приватним кавовим плантаціям.

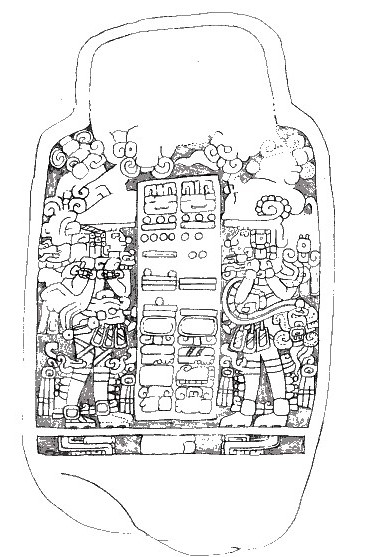
Стела у Такалік-Абахо

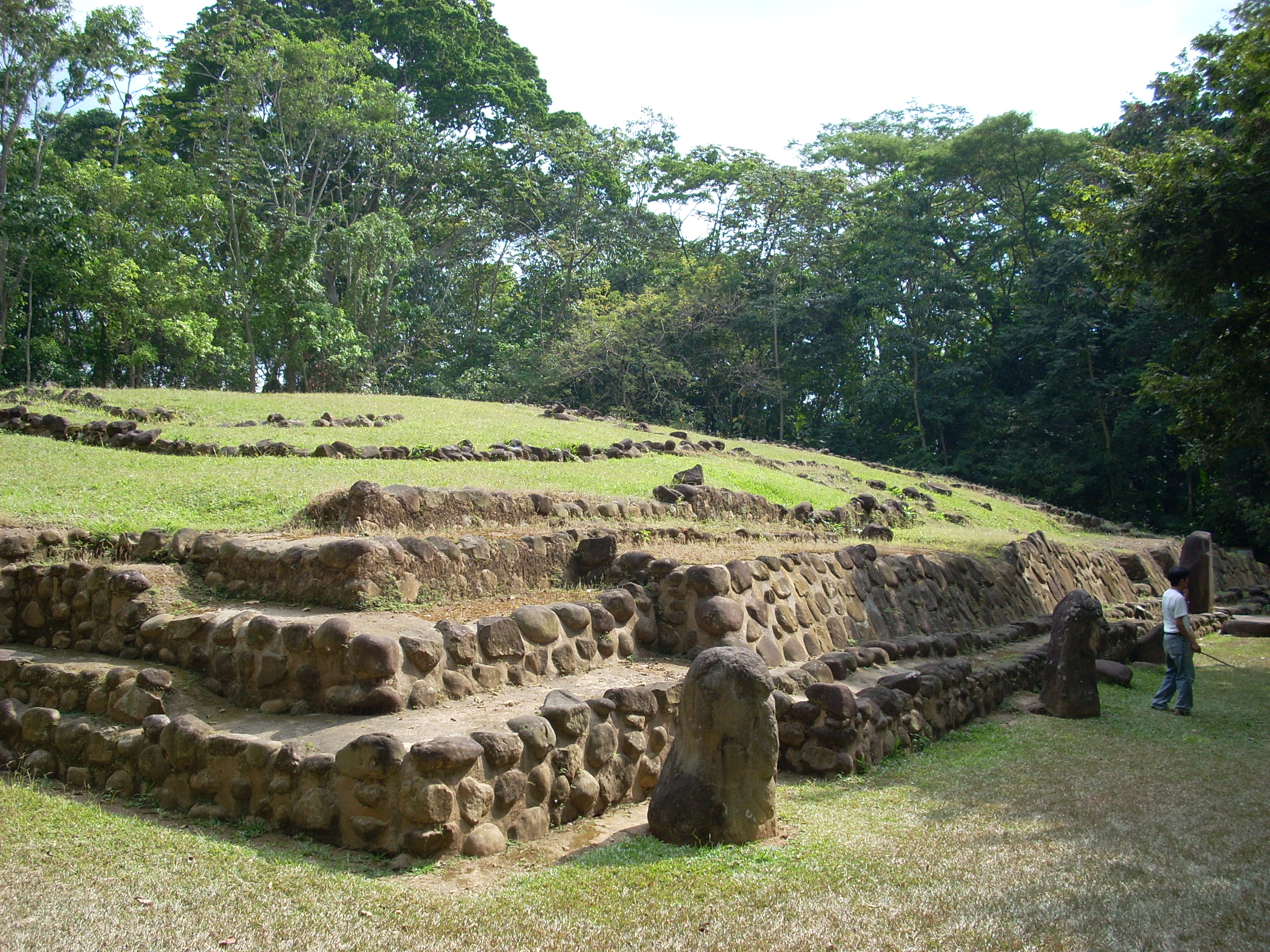

Найдавніші сліди проживання на території міста відносяться до XI — IX ст. до н. е. Місто процвітало в докласичний та класичний період, з IX ст. до н. е. до принаймні Х ст. н. е., і було важливим центром торгівлі, торгували з Камінальхуйю та Чокола.
Місто є представником першого розквіту культури мая, яка сталися приблизно 400 до н.е. Перший етап монументального будівництва датується 800 до н.е.-300 до н.е. та являє собою побудовані тераси, на яких розташовувалися основні архітектурні комплекси та будівлі з глини у центрі. До цього часу відносяться ранні будівлі, а також побудова головної піраміди, що досягала 16 -метрової висоти. Тоді ж був побудований перший в регіоні стадіон для гри в м'яч.
У великому корпусі скульптур Такалік-Абахо значну частину складають монументи раннього горизонту, яких на даний час є 15. Серед них особливо виділяються наскельні рельєфи, що зображують антропо-зооморфні фігури, брили неправильної форми, а також кам'яна голова ольмекського типу, згодом перероблена.
Знахідки у місті вказують на контакт з далеким мегаполісом Теотіуакан, які дають підстави ввжати, що місто було завойоване ним або кимось з його союзників.
Новий етап в історії Такалік-Абахо починається в I ст. до н. е. Він знаменується оформленням нової культурної традиції. Монументи I ст. до н. е. — II ст. н. е. — це стели, що зображують правителів і містять написи ієрогліфічним письмом мая.
У 2002 році тут знайшли незаймане королівське поховання. У гробниці були знайдені численні нефритові прикраси, у тому числі намисто, частиною якого є людська фігурка з головою стерв'ятника. Зображення грифа в традиції мая було символом влади, багатства і пошани. Виходячи з цього, археологи вважають, що могила належала верховному вождю, останньому правителю Такалік Абахо якого вони умовно назвали Кутц Чмана (K'utz Chman), що мовою мая означає «Дідусь Стерв'ятник».
Орієнтація головних споруд становить 17 градусів на північний схід. Точкою орієнтації служила «священна гора» — вулкан Санта- Марія.
Керамічна історія Такалік-Абахо показує, що він був тісніше пов'язаний з традицією Ачігуате, ніж з Наранхо. Кераміка традиції Наранхо з'являється лише починаючи з III ст. до н. е. у вигляді імпорту.

## Галерея

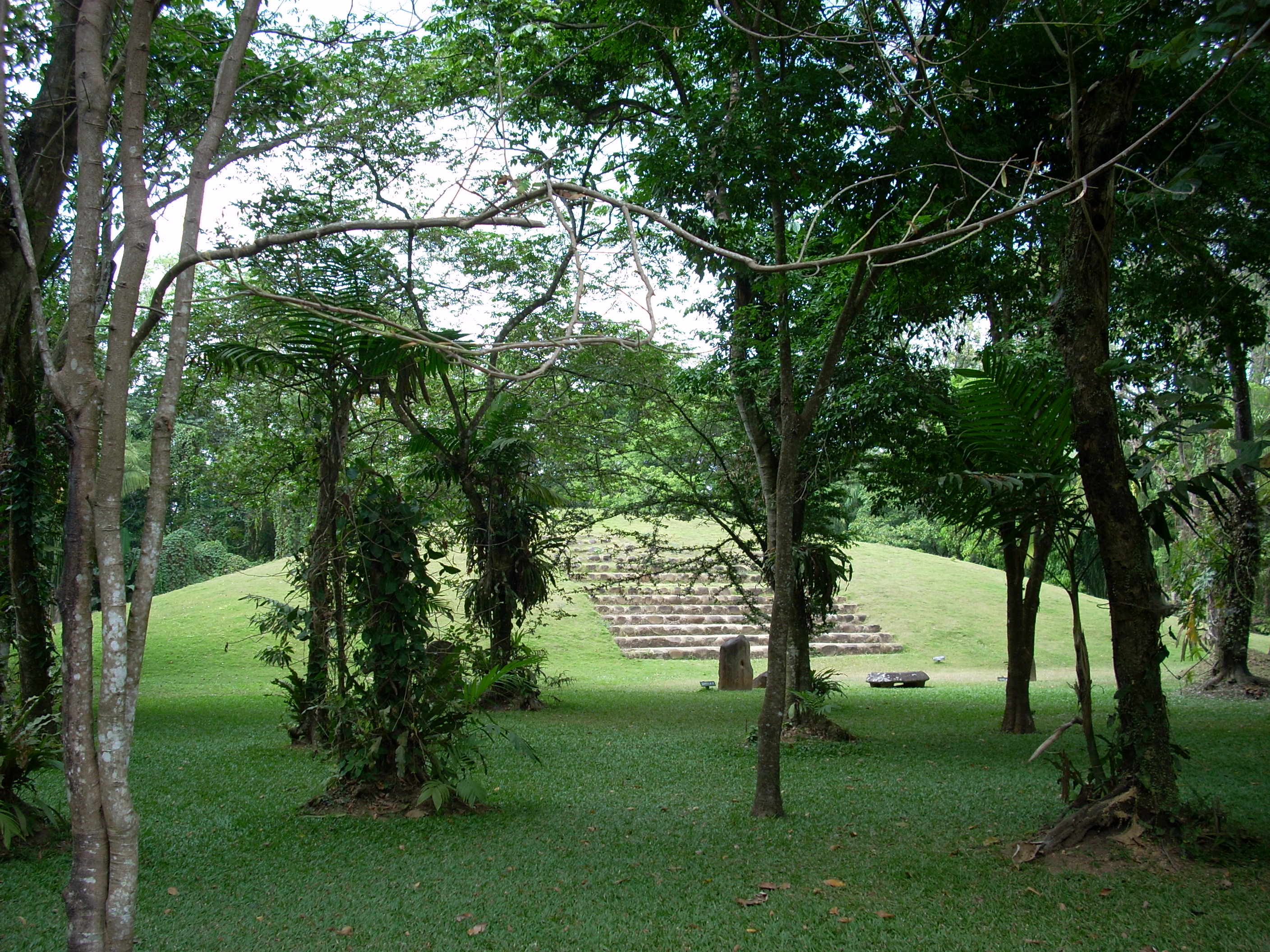
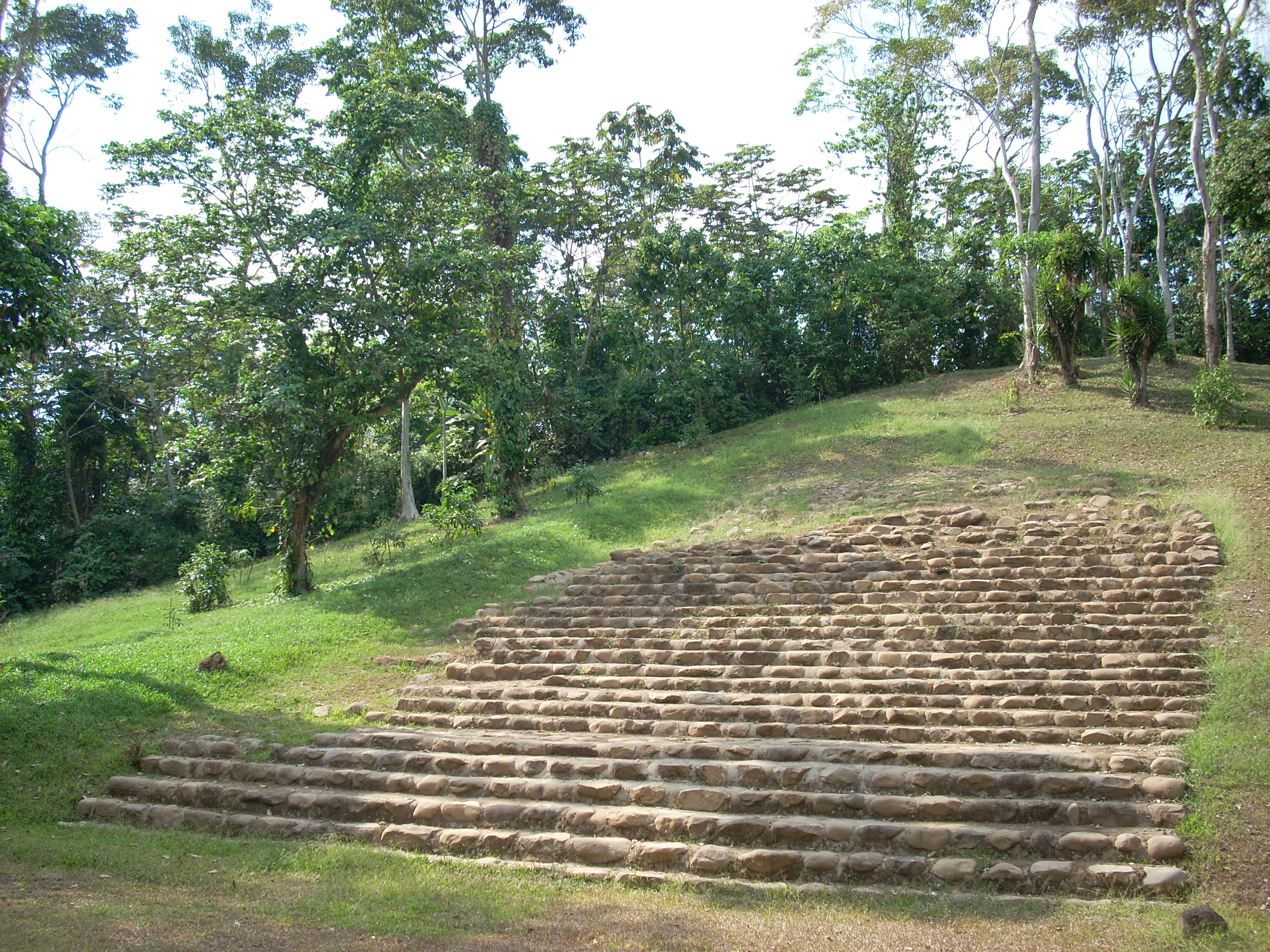
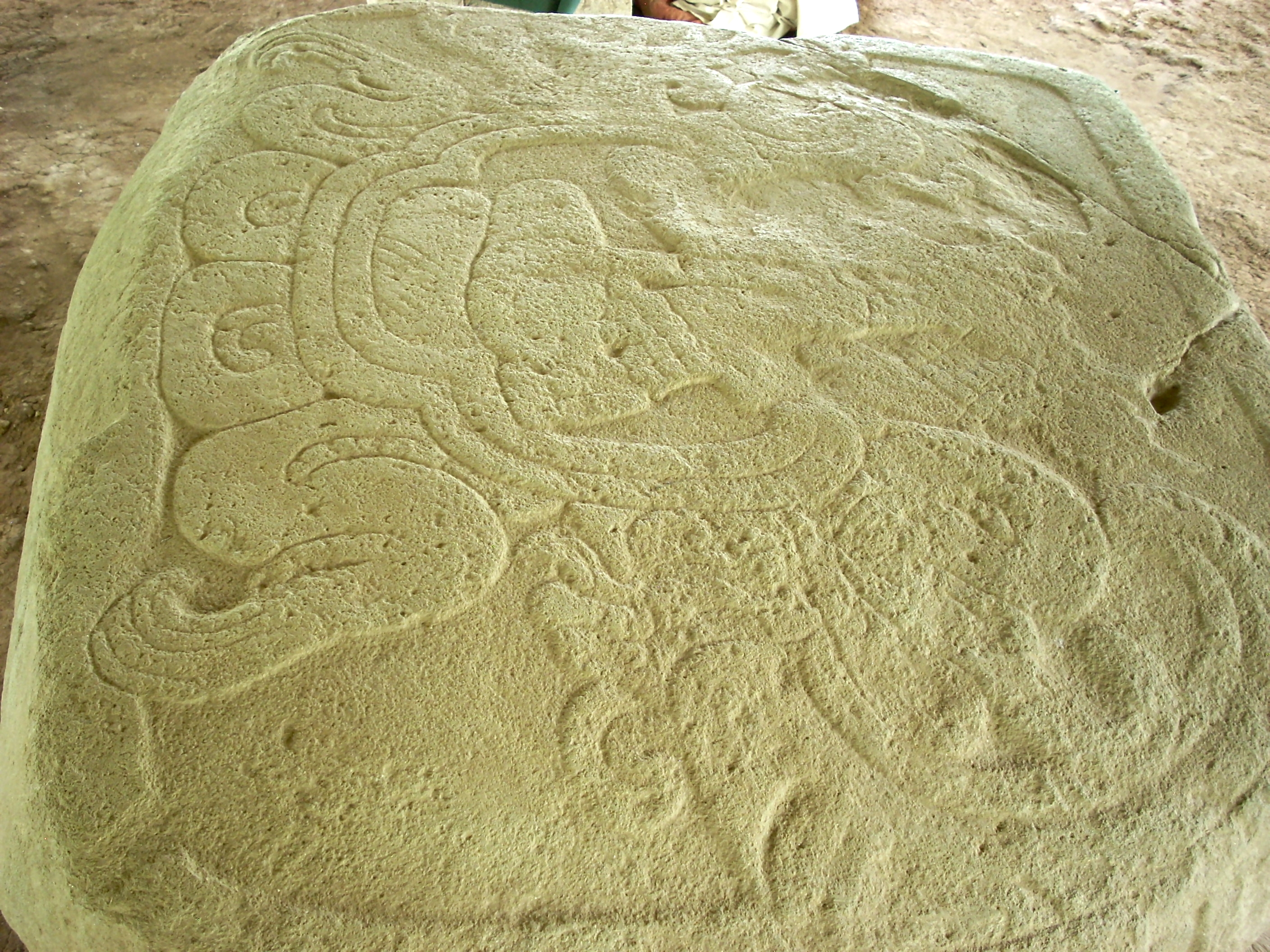
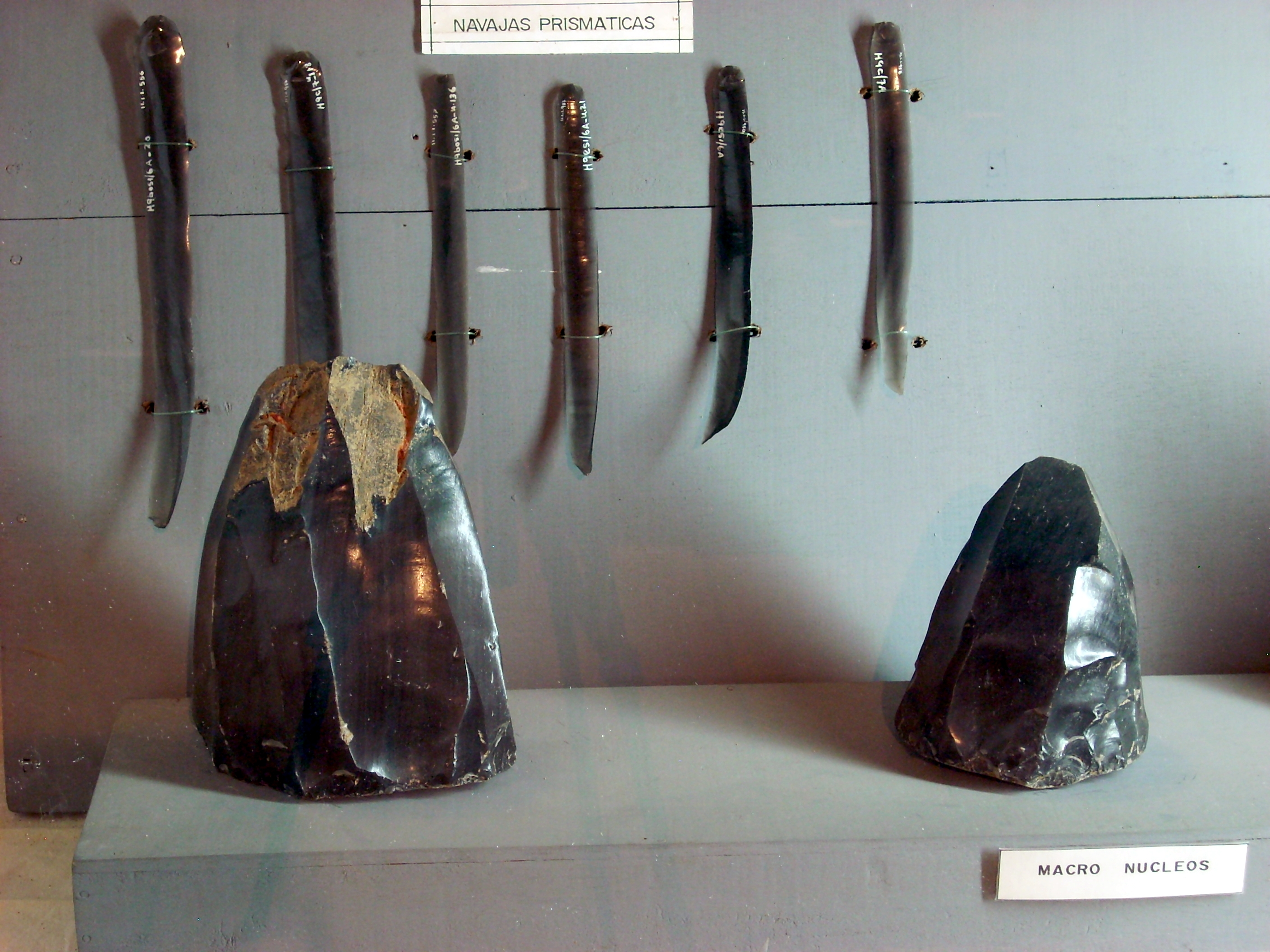
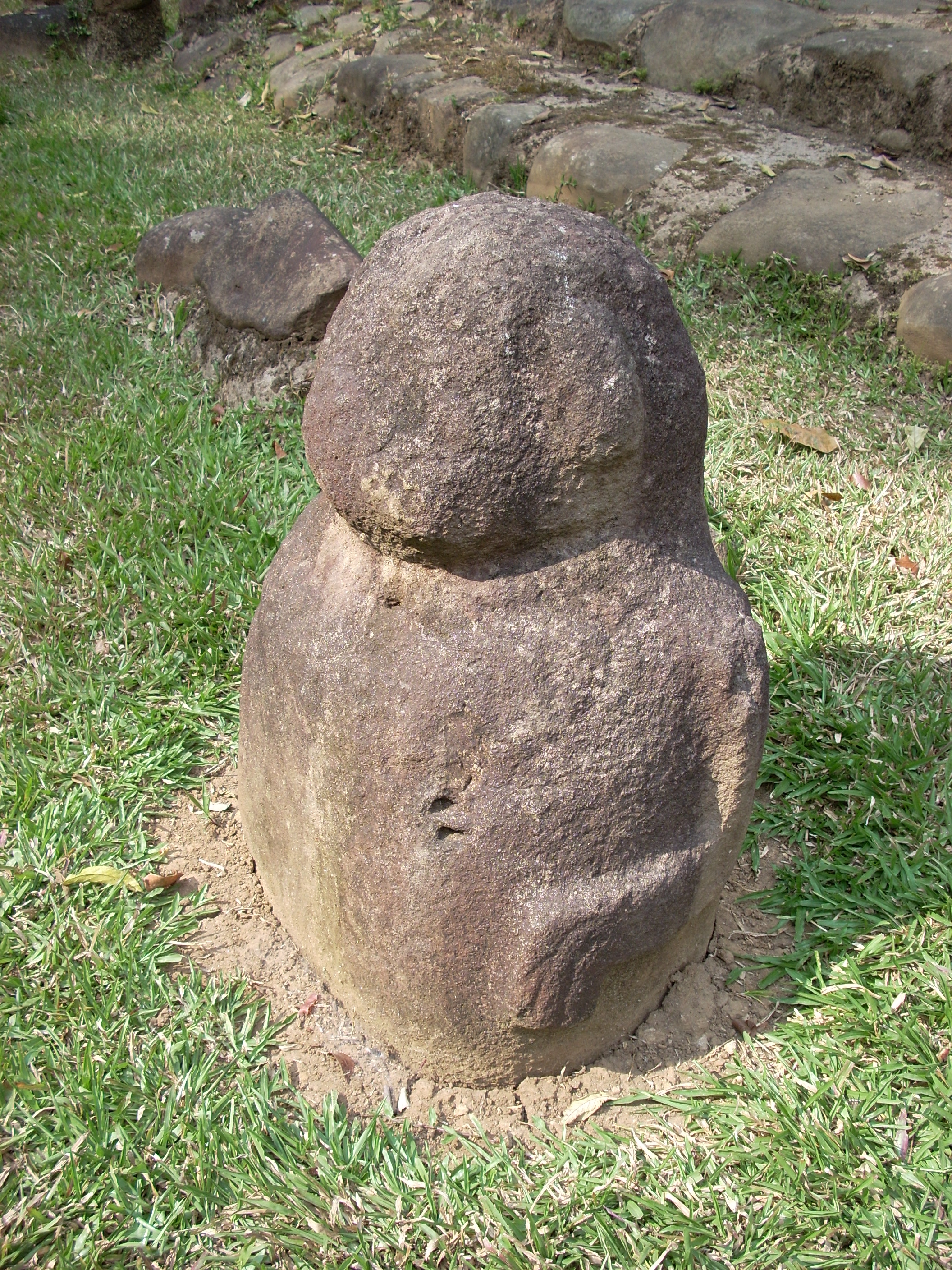
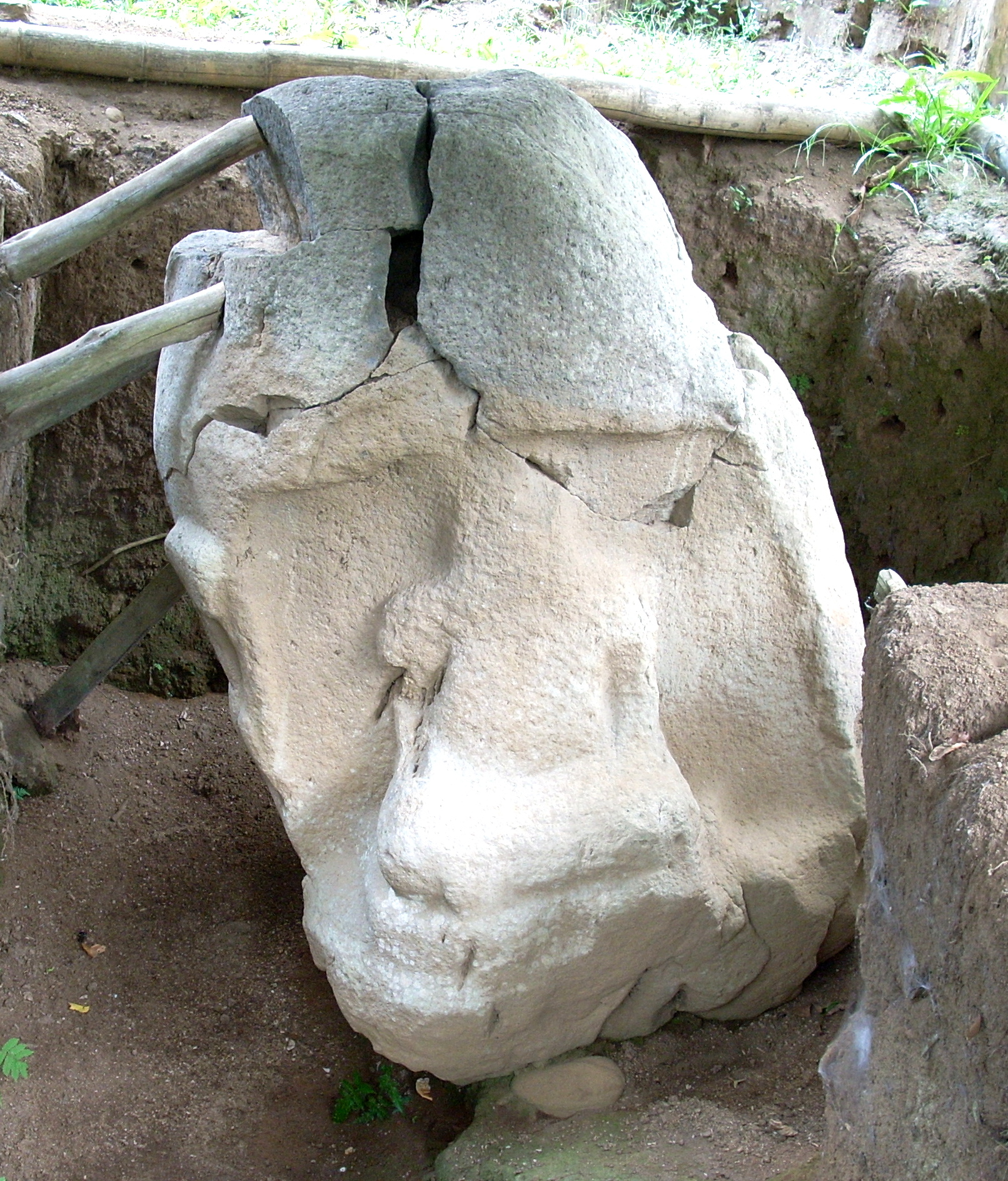
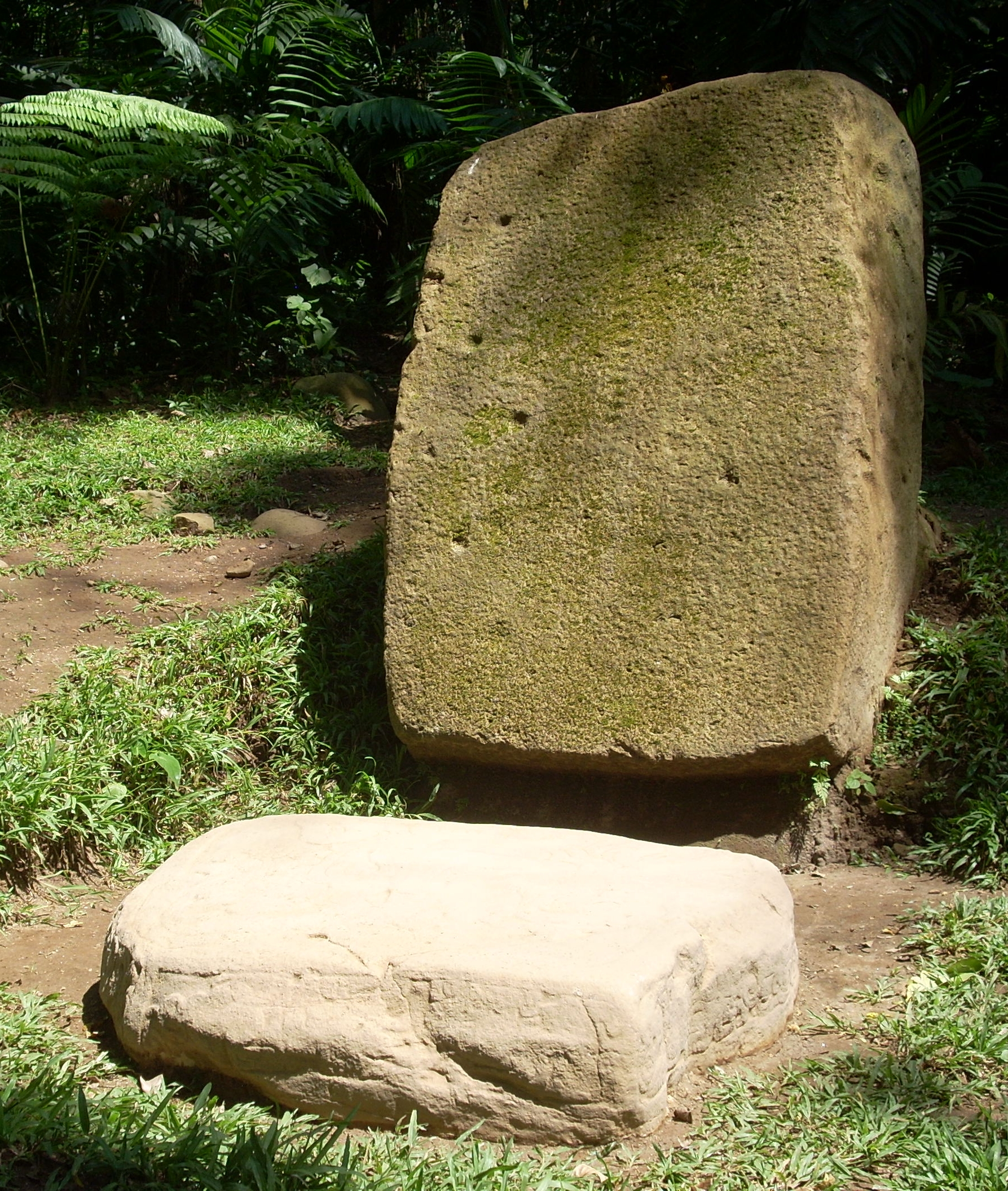
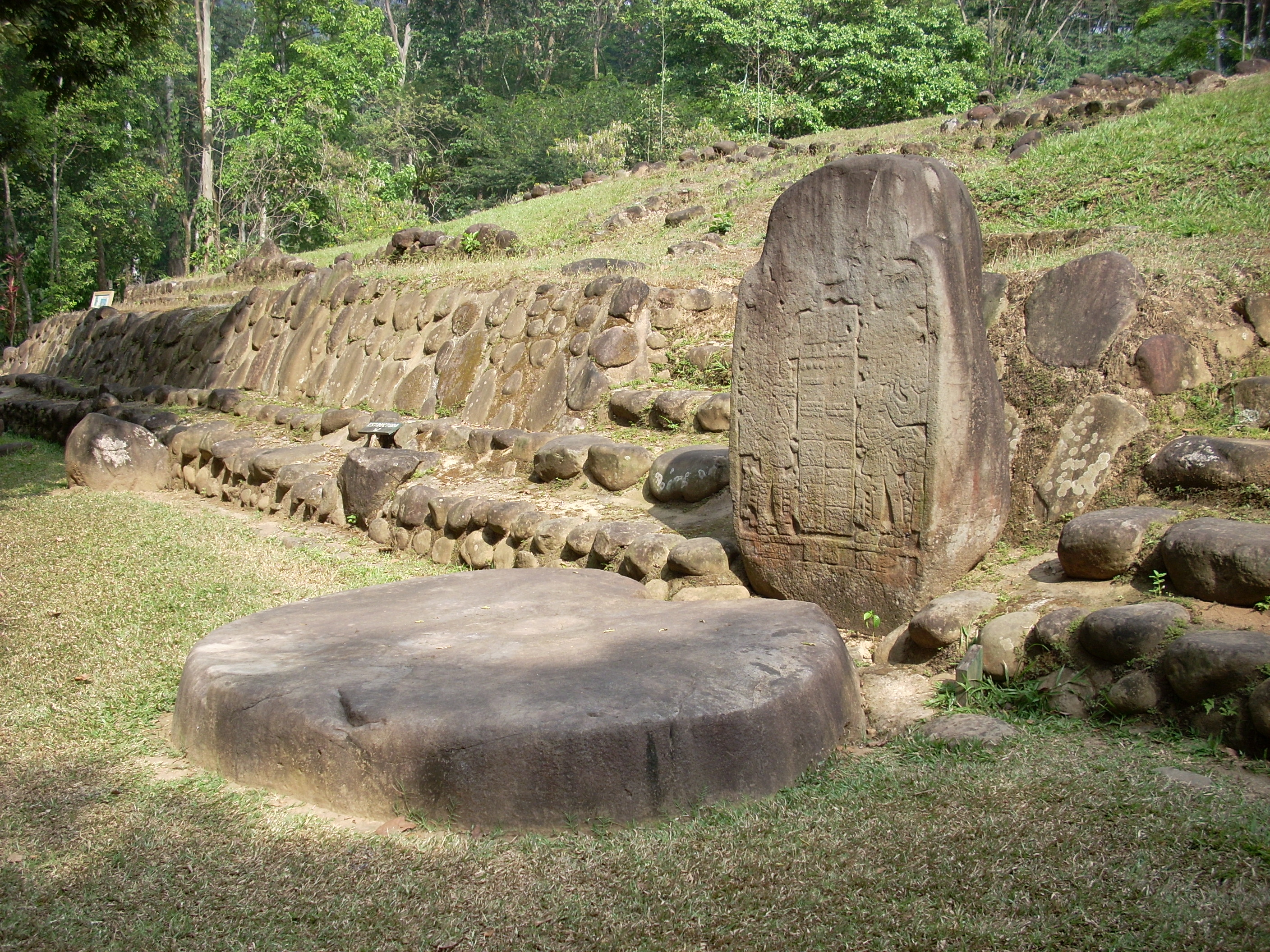
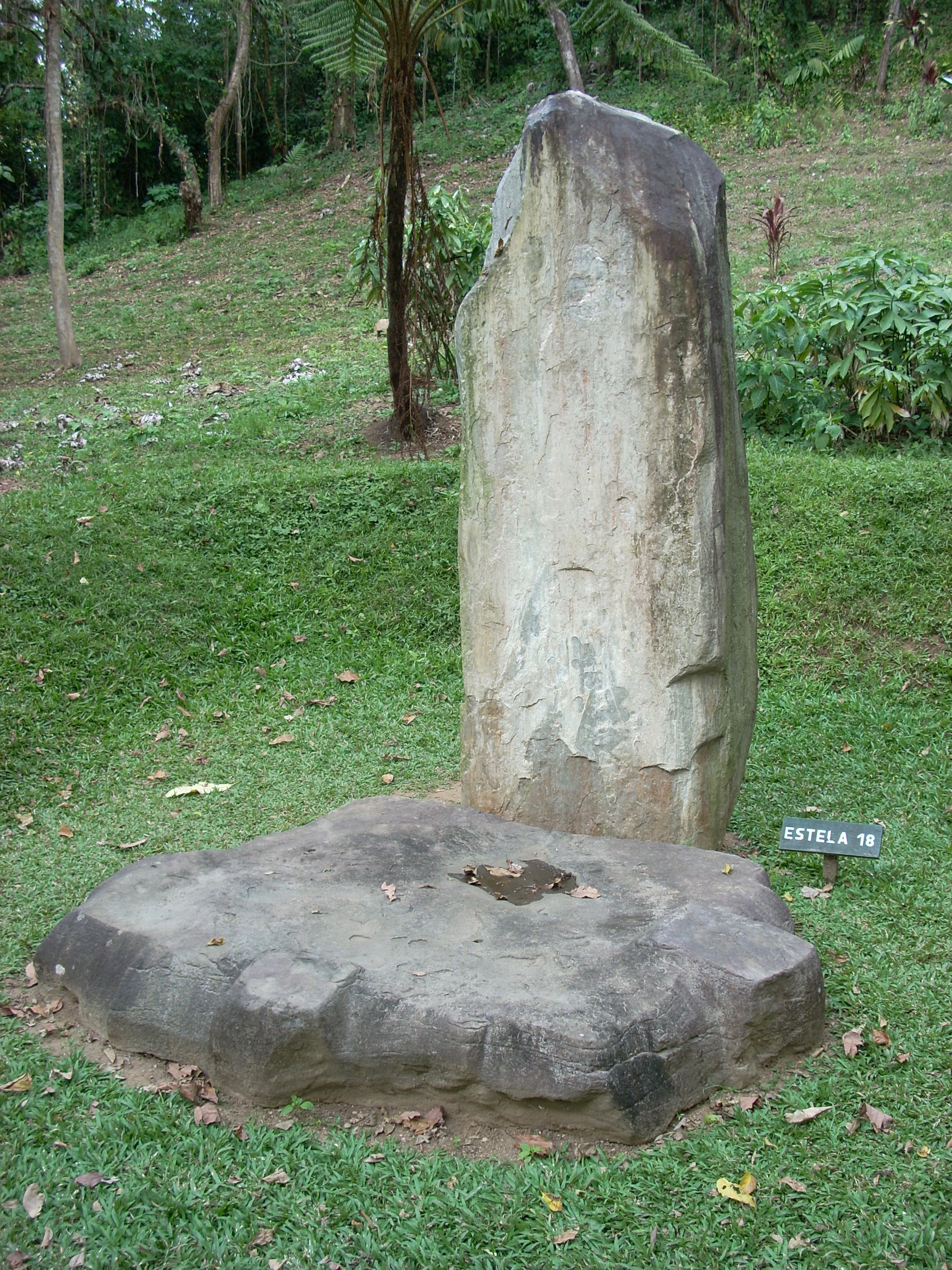
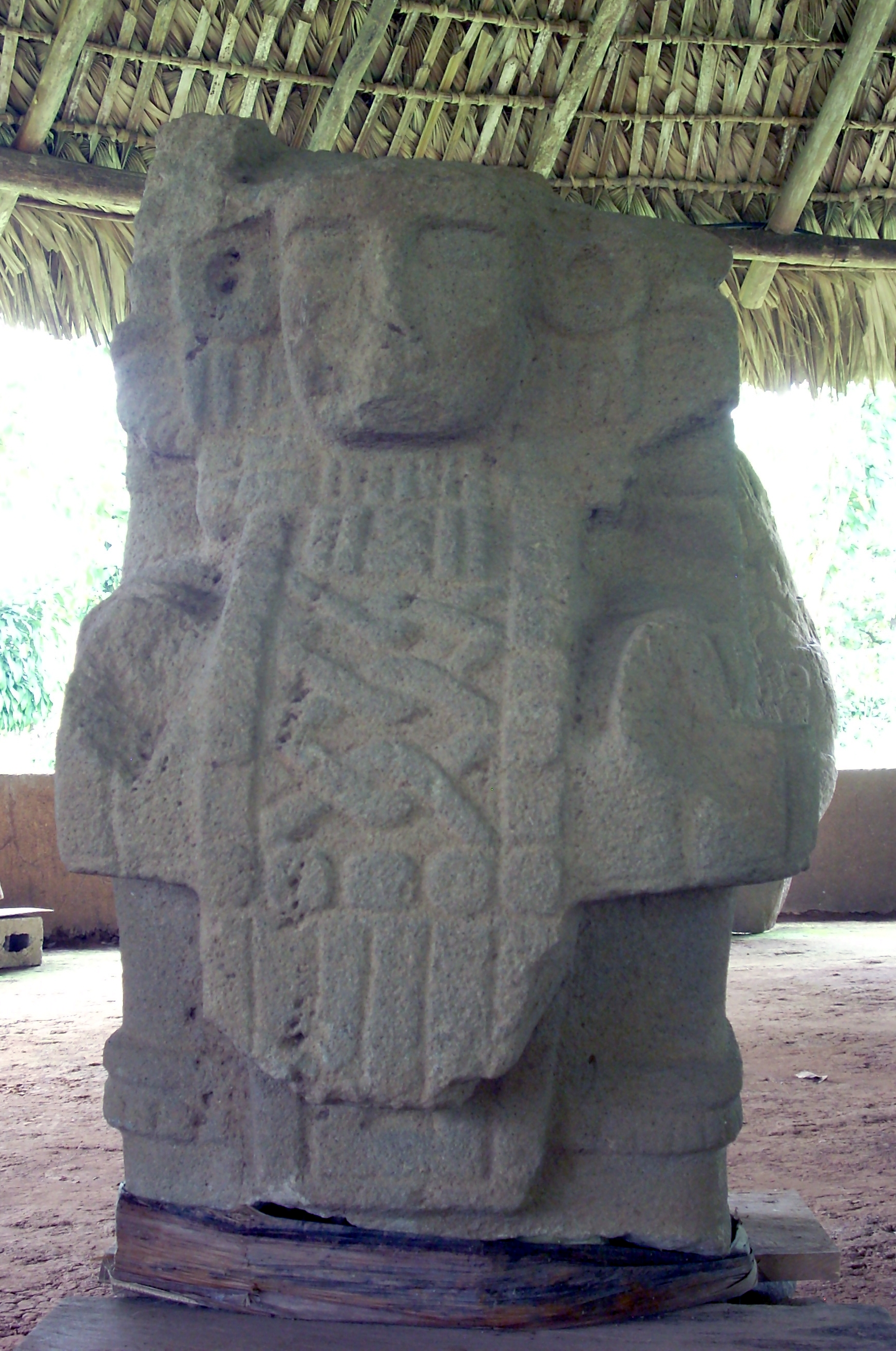
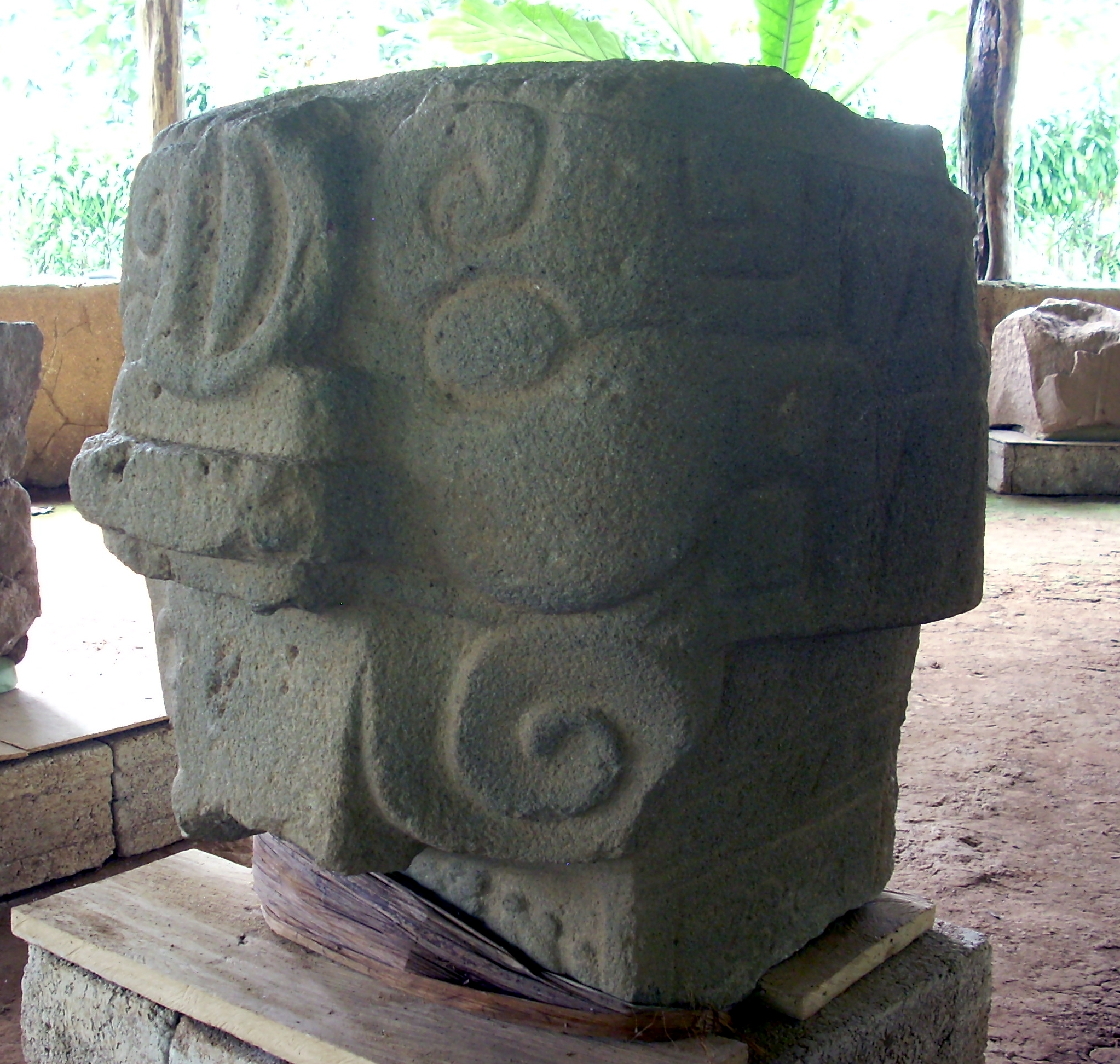
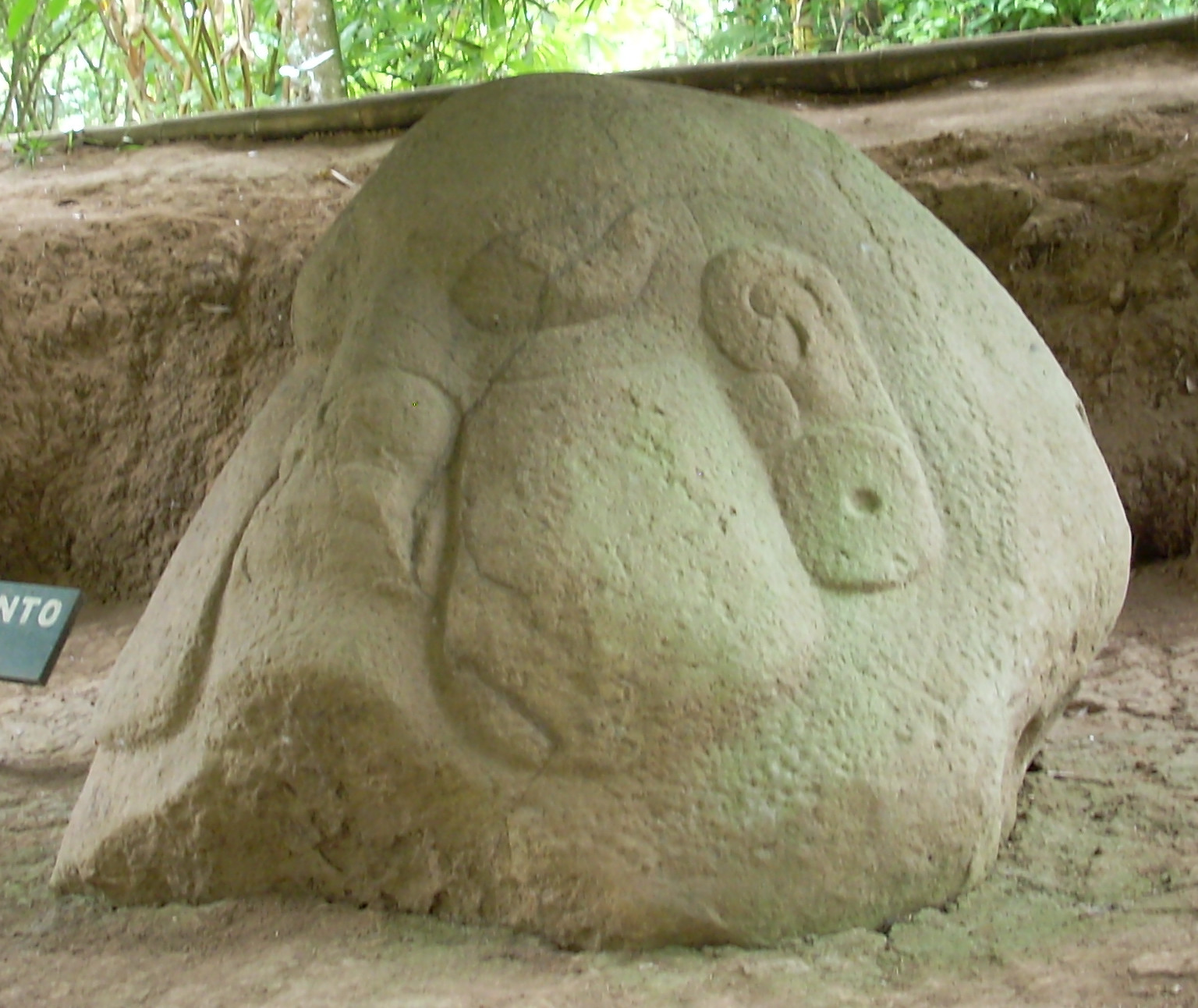
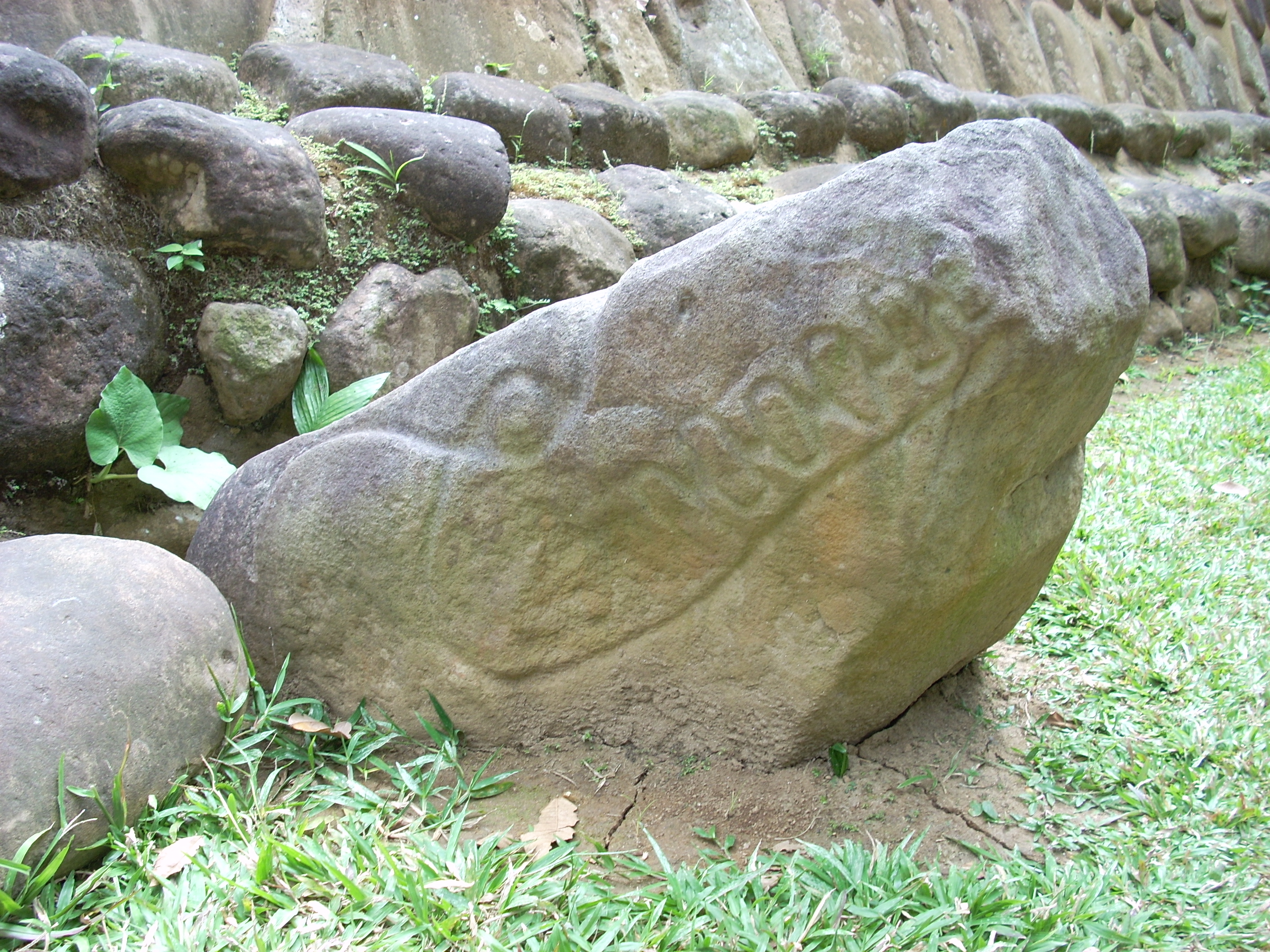
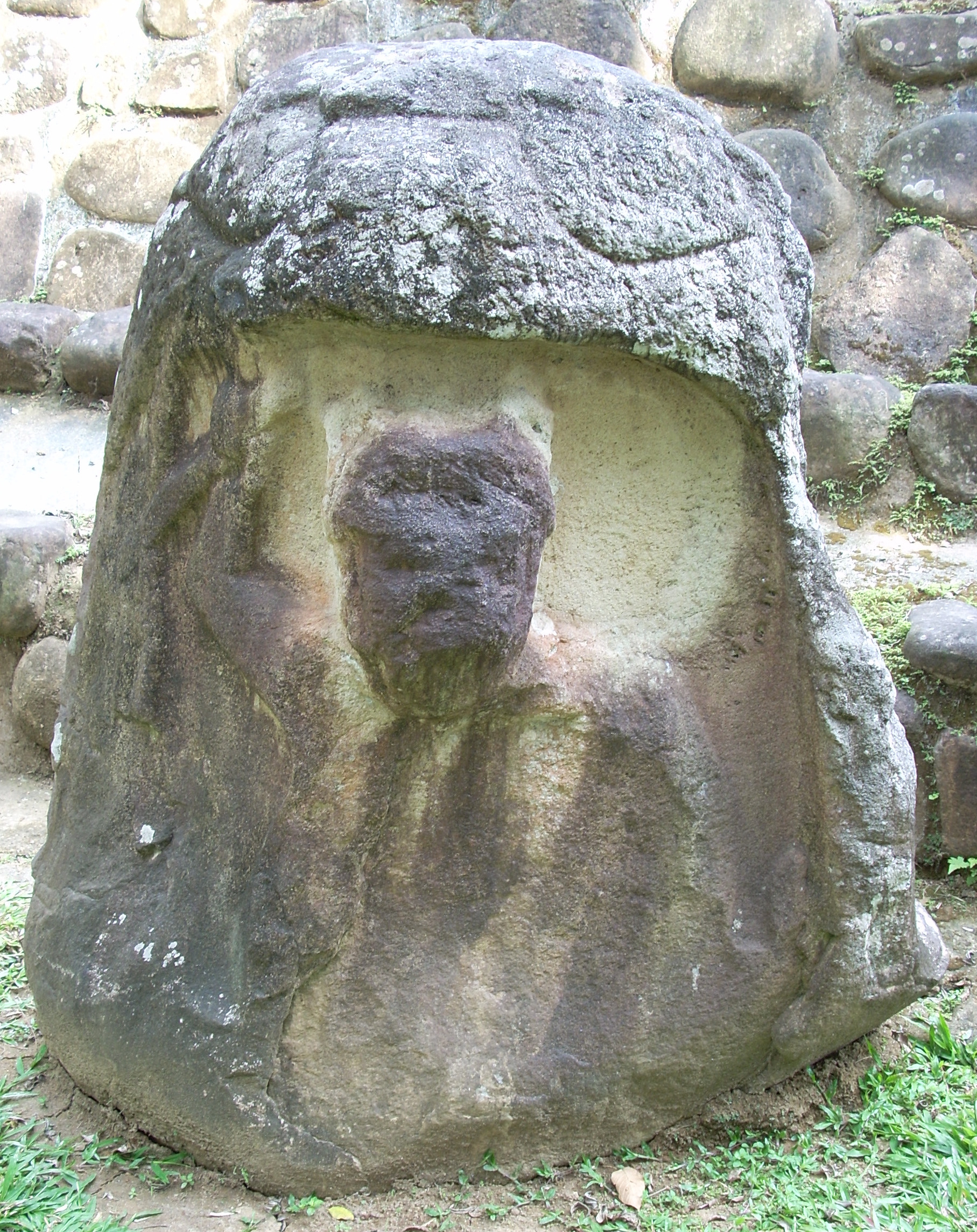
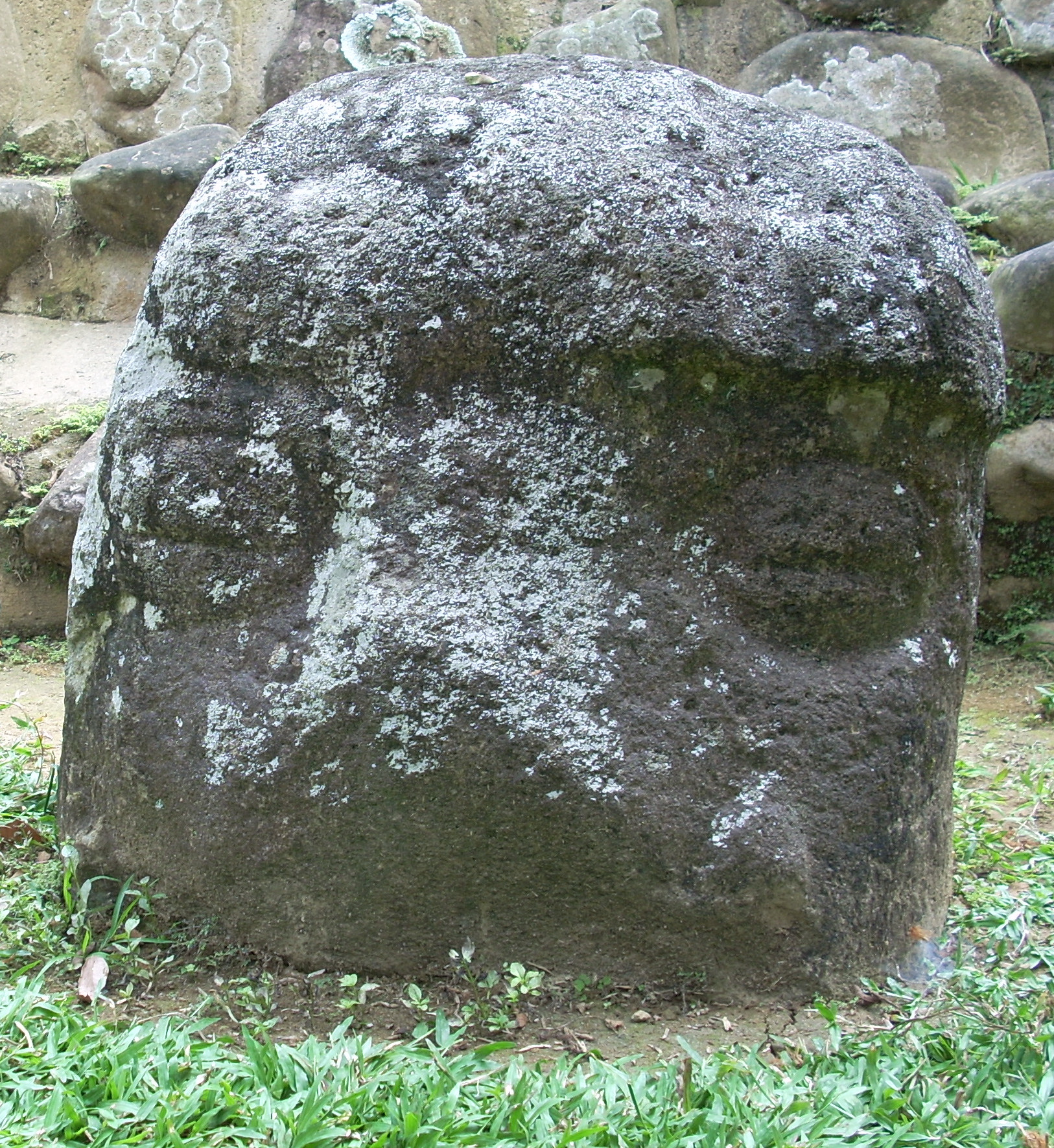
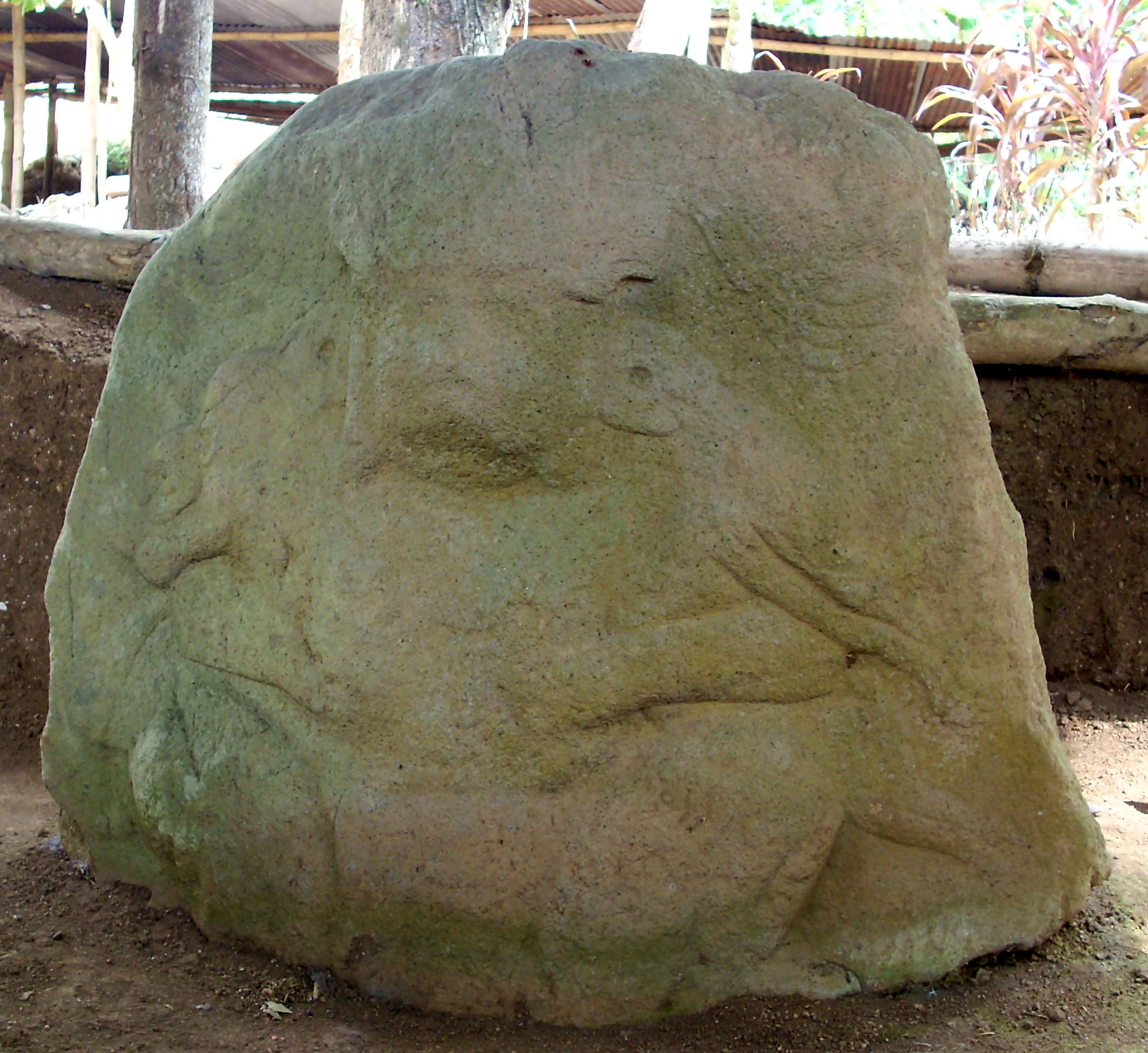
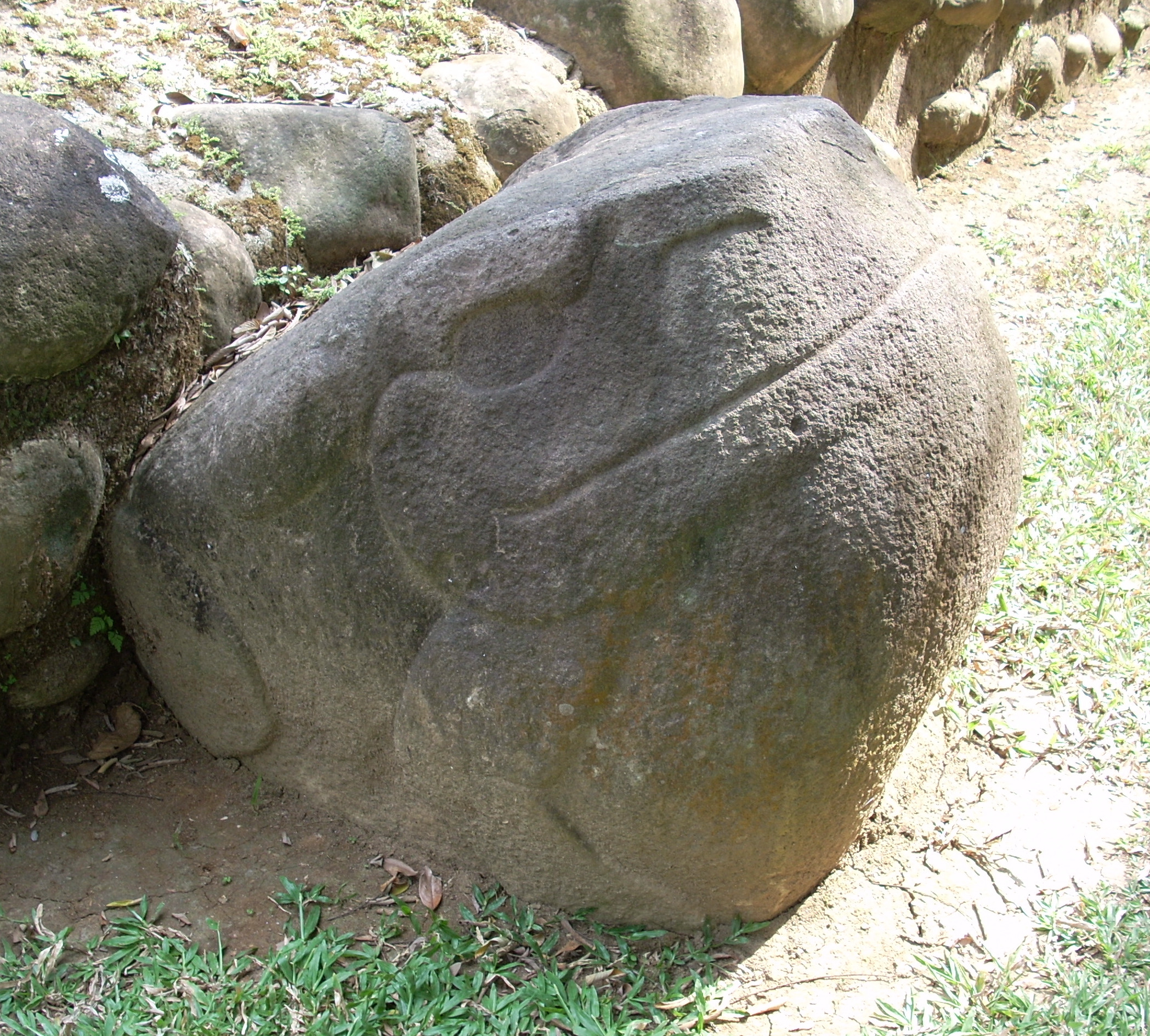
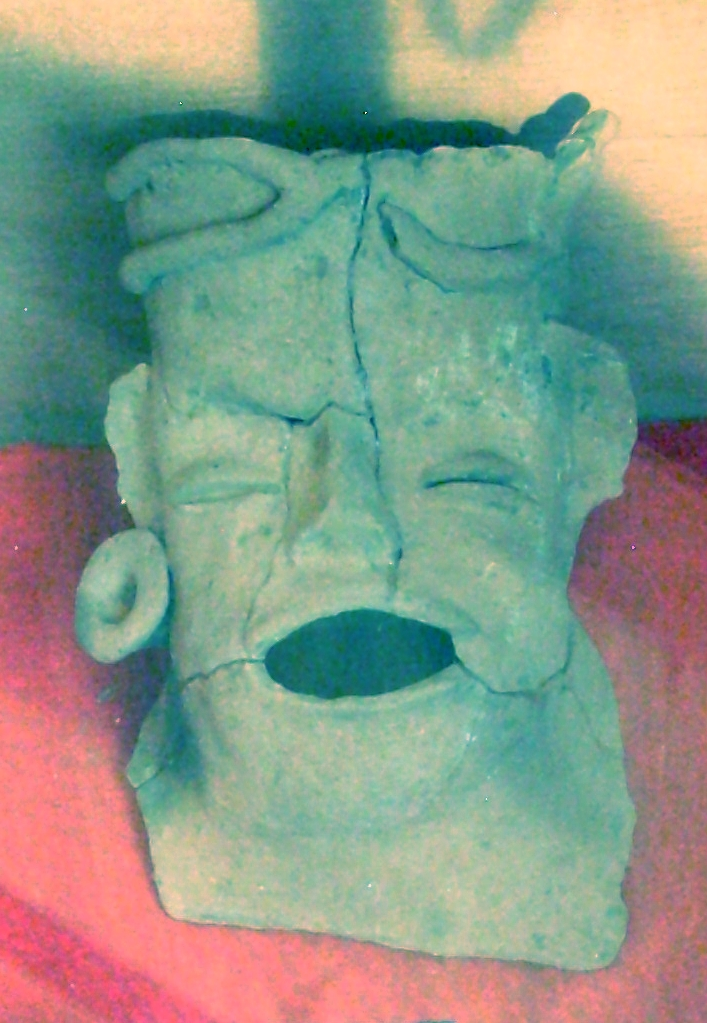